# Реп, Трейнтье
Трейнтье "Трейни" Реп-Розендал (нидерл. Trijntje "Trijnie" Rep-Roozendaal; род. 4 декабря 1950 года в Остзане, Нидерланды) — нидерландская конькобежка и триатлонистка, участница зимних Олимпийских игр 1972 года, бронзовый призёр чемпионата мира, серебряный призёр чемпионата Европы, 4-кратная призёр чемпионата Нидерландов. Выступала за "Club Amsterdam".

## Биография
Трейни Реп родилась в небольшой общине Остзан. Её родители Ян Реп и Герритье Валс называли её Трейнтье, но после того как она стала кататься на коньках в возрасте 12 лет, получила ласковое имя Трейни. Начала с соревнований по шорт-треку на ледовом катке рядом с птицебойней отца, но вскоре переехала в Амстердам и стала тренироваться конькобежным спортом под руководством Вима де Йода и Класа Виссера.
С 1967 по 1970 год включительно ей не было равных на чемпионате Нидерландов среди юниоров, а с 1969 года участвовала уже на взрослом уровне. В январе 1971 года Трейни стала третьей на чемпионате Нидерландов по многоборью и дебютировала в составе сборной на чемпионате Европы и на чемпионате мира в классическом многоборье, где заняла одинаковые 10-е места. В том же году заняла 12-е место на спринтерском чемпионате мира.
В 1972 году после бронзы в многоборье на чемпионате страны она заняла 6-е место в многоборье на чемпионате Европы и участвовала на зимних Олимпийских играх в Саппоро, где заняла 20-е место в забеге на 500 м и 23-е на 1000 м. На спринтерском чемпионате мира заняла 11-е место, а на  чемпионате мира в классическом многоборье в Херенвене поднялась на высокое 5-е место.
В январе 1973 года Трейни стала серебряным призёром чемпионата Нидерландов в абсолютном зачёте и в феврале на спринтерском чемпионате мира заняла 6-е место. На чемпионате Европы в Брондбю выиграла серебряную медаль многоборья, а на чемпионате мира в классическом многоборье в Стрёмсунде стала бронзовым призёром, уступив только советской спортсменке Татьяне Шелеховой и чемпионке Атье Кёлен-Делстре. 
В 1973 году она вышла замуж, а в 1974 году после чемпионата Нидерландов она покинула основную команду и бросила кататься на коньках. Затем она занималась корфболом, теннисом, а также получила диплом тренера по конькобежному спорту и была тренером женского молодежного отбора в регионе Утрехт. В 1981 году Трейни вновь участвовала на чемпионате Нидерландов по конькобежному спорту, но после неудачного 10-го места завершила карьеру в этом виде спорта. 
Примерно в возрасте 40 лет она открыла для себя триатлон. Трейни записалась в ассоциацию "TCZ" в Алмере, где тренировалась два раз в неделю плаванием, ходьбой и велоспортом. С 1990 по 2020 год она участвовала более, чем в пятидесяти соревнованиях в разных возрастных категориях и завоевала два европейских и пятнадцать голландских титулов. 

## Личная жизнь и семья
Трейни Реп в 1973 году вышла замуж за Тео Розендала, с которым вместе выступала в молодежном отборе. Позже у них родился сын Ян. Вместе с мужем она управляла птицефабрикой в Остзане. Компания к сожалению разорилась из-за птичьего гриппа в 2006 году.